# Епіхарм
Епіхарм (дав.-гр. Ἐπίχαρμος) — давньогрецький автор комедій, філософ. У III столітті до н. е. давньогрецький письменник Гіппобот прирахував його до «семи мудреців».
Епіхарм народився на острові Кос близько 540 до н. е. у родині лікаря Елофала. У ранні роки цікавився філософією, сам був лікарем, та все ж присвятив себе комедії. Рано покинув домівку, жив у різних містах Сицилії, найдовше у Мегарі. Потім жив у Сиракузах, де відзначився у добу правління царя Гієрона як комічний поет. Помер Епіхарм у Сиракузах 448 до н. е.

## Літературна спадщина
Саме Епіхармові зобов'язана, так звана, дорично-сицилійська комедія тим, що розвинулася в правильну мистецьку форму, чому разом з ним сприяли Форміс і Дінолох, а після нього Софрон і Ксенарх. Вважається автором 32 філософських комедій, в яких присутня критика філософських поглядів Парменіда, Геракліта. Однак, жодний з творів цього автора донині не зберігся, до нас дійшли лише деякі їхні уривки. Також Епіхарм винайшов акровірш.

## Філософія Епіхарма
В юності Епіхарм був слухачем лекцій Піфагора. Він сам справив великий вплив на Платона, який розвинув своє вчення про ідеї і речі на основі припущень Епіхарма, на думку якого, все існуюче на землі породили Небо і Земля, в тому числі і природу.Бог і природа у нього єдині. Як вважав філософ, Бог-природа спостерігає за людьми і їх справами, і приховати жодний вчинок неможливо. Першопочатком світобудови вважав ідеї — прообрази всіх речей на землі. Він говорив:
|  | У світі ніщо ніколи не є, але завжди виникає, стає. |

Всі живі істоти на землі, на його думку, мають розумом. Цікава його теорія пізнання: вважав, що у світі існують об'єкти, що усвідомлюються за допомогою розуму, а інші пізнаються завдяки чуттєвому досвіду.

## ГномиЕпіхарма
- «Нічого не вартий той, кому не заздрять».[7]
- «Рука руку миє».
- «Будь тверезим та умій сумніватись».
- «Якщо шукаєш чогось мудрого, подумай про це вночі».[8]
- «Мертвим бути — анітрохи не страшно, вмирати — набагато страшніше».
- «Про що до мене двоє говорили, з тим я один справляюсь».